# (2772) Dugan
(2772) Dugan (1979 XE; 1966 BV; 1968 TM; 1973 CG; A906 BC) ist ein ungefähr zehn Kilometer großer Asteroid des inneren Hauptgürtels, der am 14. Dezember 1979 vom US-amerikanischen Astronomen Edward L. G. Bowell am Lowell-Observatorium, Anderson Mesa Station (Anderson Mesa) in der Nähe von Flagstaff, Arizona (IAU-Code 688) entdeckt wurde.

## Benennung
(2772) Dugan wurde nach dem US-amerikanischen Astronomen Raymond Smith Dugan (1878–1940) benannt. 1927 verfasste er gemeinsam mit den US-amerikanischen Henry Norris Russell und John Quincy Stewart ein einflussreiches Lehrbuch mit dem Titel Astronomy: A Revision of Young’s Manual of Astronomy. Er war von 1902 bis 1904 an der Landessternwarte Heidelberg-Königstuhl (IAU-Code 024) tätig, wo er 18 Asteroiden entdeckte. Nach ihm ist der Mondkrater Dugan benannt.